# Sinope (satèl·lit)
Sinope, (en greg Σινώπη) és un satèl·lit natural irregular i retrògrad de Júpiter, descobert per Seth Barnes Nicholson a l'observatori Lick, el 21 de juliol de 1914. El seu nom prové de la mitologia grega, en la qual, és la filla d'Asop.
Aquest satèl·lit no tenia el mateix nom que en el present abans de 1975; Abans d'aquest any, era simplement conegut com a Júpiter IX, encara que de vegades era anomenat Hades, entre 1955 i 1975.
Sinope va ser el satèl·lit natural de Júpiter més exterior, però amb el descobriment d'un altre satèl·lit l'any 2000, anomenat Megaclite. En l'actualitat, el satèl·lit més exterior de Júpiter rep el nom temporal de S/2003 J2.

## Òrbita

Grup de Pasífae. El diagrama il·lustra els paràmetres orbitals de Sinope i d'altres satèl·lits en el grup

Sinope orbita el planeta més gros del sistema solar en una òrbita retrògrada de gran excentricitat i inclinació. L'òrbita canvia contínuament degut a les pertorbacions solars i planetàries. Es creu que pertany al grup de Pasífae (un grup de satèl·lits que tenen característiques similars de Pasífae (satèl·lit)). Tanmateix la seva inclinació mitjana i un color espectral diferent, fa que Sinope pugui haver sigut un objecte independent, capturat independentment dels altres satèl·lits del grup.
També se sap que Sinope està en una ressonància secular [a] amb Júpiter, igual que Pasífae. Tanmateix, la ressonància d'aquest satèl·lit pot disminuir.

## Característiques físiques
Sinope té un diàmetre estimat de 38 km (assumint una albedo de 0,04). El seu espectre electromagnètic és similar als asteroides de tipus-D, també diferent de Pasífae. Aquestes diferències dels paràmetres físics suggereixen un origen diferent dels membres del nucli del grup.